# Olivier De Schutter
Olivier De Schutter, né le 20 juillet 1968, est un juriste belge et professeur de droit international à l'université catholique de Louvain.
Il a assumé, entre 2008 et 2014, le mandat de rapporteur spécial pour le droit à l'alimentation du Conseil des droits de l'homme à l'Organisation des Nations unies. Il est depuis 2020 rapporteur spécial des Nations unies pour les droits de l'homme et l'extrême pauvreté. Il est réélu pour un nouveau mandat de trois ans en juin 2023.
Il a été membre du Comité des droits économiques, sociaux et culturels de l'ONU entre 2015 et mai 2020, jusqu'à sa nomination comme Rapporteur spécial de l'ONU sur l'extrême pauvreté et les droits de l'homme.

## Biographie
Olivier De Schutter a effectué des études de droit à l'UCLouvain et à l'université Harvard.
Docteur en droit en 1998, il est depuis 1999 professeur à l'université de Louvain, ainsi que professeur à l'université Saint-Louis - Bruxelles et professeur associé à Sciences Po, à Paris. Il a été professeur invité dans plusieurs universités étrangères, parmi lesquelles l'université de New York, l'université Columbia et l'université de Californie à Berkeley.
Après la fin de ses études de droit, Olivier De Schutter s'est spécialisé dans le domaine des droits humains.
Il a contribué à fonder la Délégation permanente de la Fédération internationale pour les droits humains (FIDH) auprès de l'Union européenne (1992-1993).
Secrétaire général de la Fédération internationale pour les droits humains de 2004 à 2008, il ensuite été désigné Rapporteur spécial des Nations unies sur le droit à l'alimentation pour deux mandats successifs, de 2008 à 2014.
Après son mandat de Rapporteur spécial pour l'ONU, il a été élu membre du Comité des droits économiques, sociaux et culturels de l'ONU pour la période 2015-2018, mandat renouvelé en 2018 pour la période 2019-2022. Il a également pris la co-présidence du Panel international d'experts sur les systèmes alimentaires durables (IPES-Food), un groupe international d'experts indépendants qui présente des rapports sur les moyens de progresser vers une agriculture et une alimentation plus durables.
Il est depuis le 1er mai 2020 Rapporteur spécial de l'ONU sur l'extrême pauvreté et les droits de l'homme, chargé de faire des recommandations aux gouvernements sur les moyens de réaliser l'Objectif de développement durable n°1 sur l'éradication de la pauvreté.
Depuis la fin des années 2000, Olivier De Schutter s'est consacré à définir les conditions de la transition écologique et sociale, notamment en mettant en avant l'agroécologie comme direction de réforme des systèmes agricoles et alimentaires. Il a exprimé ses prises de position dans plusieurs documentaires, notamment Les moissons du futur de Marie-Monique Robin, Tous cobayes ? de Jean-Paul Jaud, De la drogue dans nos assiettes de Sylvie Deleule et Rémy Burkel et Demain de Cyril Dion et Mélanie Laurent.

### Engagements
Le 12 octobre 2019, Olivier De Schutter participe à un rassemblement du mouvement Extinction Rebellion à la Place Royale de Bruxelles ; lorsqu'il tente de dialoguer avec la police, un agent lui projette du gaz poivre sur le visage,.
Olivier De Schutter n'a jamais exercé de mandat politique. Il a cependant figuré sur la 3ième place sur la liste Ecolo en Belgique lors des élections européennes de 2019 , en tant que candidat indépendant (non membre du parti). Lors des élections européennes de juin 2024, il réalise un score personnel élevé avec près de 56.000 voix de préférence, ce qui représente le meilleur score du parti Ecolo et le 6ième score du collège électoral francophone.  

## Distinctions
Par arrêté royal du 13 juillet 2012, le titre personnel de baron lui a été accordé par le roi Albert II.
Le 13 septembre 2012, il a reçu le Mérite wallon pour son engagement sociétal.
Le 12 juin 2013, le prix Francqui lui a été décerné en reconnaissance de sa contribution à la théorie de la gouvernance, au droit de l'Union européenne, et au droit international des droits de l'homme.
En 2017, il a été le premier non-résident des États-Unis à recevoir le Leadership Award (appelé par les médias l'"Oscar de l'alimentation") de la James Beard Foundation, une fondation basée à New York qui promeut l'alimentation durable.

## Publications
- Discriminations et marche du travail, Presses Interuniversitaires Européennes, 2001 (ISBN 978-9052019413).
- (en) Olivier De Schutter (dir.), Notis Lebessis (dir.) et John Paterson (dir.), Governance in the European Union, European Commission, 2001, 318 p. (ISBN 978-9289403139).
- Olivier De Schutter (dir.) et Paul Nihoul (dir.), Une Constitution pour l'Europe : Réflexions sur les transformations du droit de l'Union européenne, Éditions Larcier, 2004, 405 p. (ISBN 978-2804413071).
- (en) Olivier De Schutter (dir.) et Simon Deakin (dir.), Social Rights and Market Forces : Is the open coordination of employment and social policies the future of social Europe?, Éditions Bruylant, 2005, 368 p. (ISBN 978-2802720423).
- (en) Olivier De Schutter (dir.) et Philip Alston (dir.), Monitoring Fundamental Rights in the EU : The Contribution of the Fundamental Rights Agency, Hart Publishing, 2005, 288 p. (ISBN 978-1841135342).
- (en) Transnational Corporations and Human Rights, Hart Publishing, 2006.
- (en) Dagmar Schiek (dir.), Lisa Waddington (dir.) et Mark Bell (dir.), Cases, Materials and Text on National, Supranational and International Non-Discrimination Law, Hart Publishing, 2007, 1118 p. (ISBN 978-1841137483).
- (fr + en) La Charte sociale européenne : une constitution sociale pour l'Europe, Éditions Bruylant, 2010, 198 p. (ISBN 978-2802727996).
- (en) Reflexive Governance : Redefining the Public Interest in a Pluralistic World, Hart Publishing, 2010.
- Olivier De Schutter, Jean-Claude Piris, Loïc Azoulai et Ami Barav, Chemins d'Europe : Mélanges en l'honneur de Jean Paul Jacqué, Dalloz, 2010, 822 p. (ISBN 978-2247089864).
- La faim, un choix politique ?, André Versaille, 2010 (ISBN 978-2874950872).
- (en) Olivier De Schutter (dir.) et Violeta Moreno-Lax (dir.), Human Rights in the Web of Governance: Towards a learning-based fundamental rights policy for the European Union, Éditions Bruylant, 2010, 322 p. (ISBN 978-2802728214).
- (en) Olivier De Schutter et Jules Ringelheim, Ethnic monitoring : The processing of racial and ethnic data in anti-discrimination policies: Reconciling the promotion of equality with privacy rights, Éditions Bruylant, 2010, 190 p. (ISBN 978-2802727972).
- (en) Olivier De Schutter (dir.) et Kaitlin Y Cordes (dir.), Accounting for Hunger : The Right to Food in the Era of Globalisation, Hart Publishing, 2011, 288 p. (ISBN 978-1849462266).
- (en) Foreign Direct Investment and Human Development : The Law and Economics of International Investment Agreements, Taylor & Francis, 2012.
- (en) Olivier De Schutter (dir.), Economic, Social and Cultural Rights as Human Rights, Edward Elgar Publishing, 2013, 1024 p. (ISBN 978-0857930750).
- Olivier De Schutter, Françoise Tulkens et Sébastien Van Drooghenbroeck, Code de droit international des droits de l'homme, Éditions Bruylant, 2014, 852 p. (ISBN 978-2802733928).
- (en) Trade in the Service of Sustainable Development : Linking Trade to Labour Rights and Environmental Standards, Hart Publishing, 2015, 224 p. (ISBN 978-1782257158).
- (en) Humberto Cantú Rivera (dir.), The Special Procedures of the Human Rights Council : A brief look from the inside and perspectives from outside, Intersentia, 2015, 160 p. (ISBN 978-1780683447).
- (en) Olivier De Schutter et Katharina Pistor, Governing Access to Essential Resources, Columbia University Press, 2016, 416 p. (ISBN 978-0231172783).
- Olivier De Schutter et Inès Trépant, Biodiversité, quand les politiques européennes menacent le vivant : Connaître la nature pour mieux légiférer, Yves Michel, 2017, 366 p. (ISBN 978-2364290969).
- (en) Olivier De Schutter (dir.), Jose Luis Vivero-Pol (dir.), Tomaso Ferrando (dir.) et Ugo Mattei (dir.), Routledge Handbook of Food as a Commons, Routledge, 2018, 424 p. (ISBN 978-1138062627).
- (en) International Human Rights Law : Cases, Materials, Commentary, Cambridge University Press, 2019, 1146 p. (ISBN 978-1108463560).
- Olivier De Schutter, Louis Triaille, Françoise Tulkens et Sébastien Van Drooghenbroeck, Code essentiel : Droit international des droits humains, Éditions Larcier, 2019, 822 p. (ISBN 978-2807915725).
- Olivier De Schutter (dir.) et Emmanuel Decaux (dir.), Le pacte international relatif aux droits économiques, sociaux et culturels, Éditions Economica, 2019, 736 p. (ISBN 978-2717870664).
- (en) Olivier De Schutter (dir.) et Balakrishnan Rajagopal (dir.), Property Rights from Below : Commodification of Land and the Counter-Movement, Routledge, 2019, 344 p. (ISBN 978-1138657243).
- (en) Olivier De Schutter (dir.), Amandine Garde (dir.) et Joshua Curtis (dir.), Ending Childhood Obesity : A Challenge at the Crossroads of International Economic and Human Rights Law, Edward Elgar Publishing, 2020, 400 p. (ISBN 978-1788114011).
- Olivier De Schutter, Bruno Colmant, Tom Dedeurwaerdere, Daniel Dethier et Éric Lambin, La transition vers un futur souhaitable, Académie royale de Belgique, 2021, 144 p. (ISBN 978-2803107940).
- (en) Olivier De Schutter et Tom Dedeurwaerdere, Social Innovation in the Service of Social and Ecological Transformation, Routledge, 2021, 150 p. (ISBN 978-1032121925).
- Olivier De Schutter, Paul De Gobert, Benoît Dumont et Isabelle Stengers, Le souffleur de feuilles : La biodiversité n'est pas un luxe, elle est vitale, Éditions Couleur livres, 2022, 125 p. (ISBN 978-2870039342).
- Olivier De Schutter (dir.) et Tom Dedeurwaerdere (dir.), L'État partenaire : Transition écologique et sociale et innovation citoyenne, Presses universitaires de Louvain, 2022, 328 p. (ISBN 978-2390612124).
- (en) Fundamental Rights in the European Union, Oxford University Press, 2022, 400 p. (ISBN 978-0199548491).
- (en) Olivier De Schutter et Tom Dedeurwaerdere, Social Innovation in the Service of Social and Ecological Transformation, Routledge, 2023, 150 p. (ISBN 978-1032121987).
- Changer de boussole : La croissance ne vaincra pas la pauvreté, Les Liens qui libèrent, 2023, 240 p. (ISBN 979-1020924889).
- (en) Olivier De Schutter, Hugh Frazer, Anne Catherine Guio et Eric Marlier, The Escape from Poverty : Breaking the Vicious Cycles Perpetuating Disadvantage, Policy Press, 2023, 192 p. (ISBN 978-1447370604).